# Coyote Village
Le Coyote Village est un site archéologique du comté de Montezuma, dans le Colorado, aux États-Unis. Partie du Far View Sites Complex, il est protégé au sein du parc national de Mesa Verde.